# Anaulacodithella reticulata
Espèce
Anaulacodithella reticulata est une espèce de pseudoscorpions de la famille des Tridenchthoniidae.

## Distribution
Cette espèce est endémique de Nouvelle-Calédonie.

## Publication originale
- Beier, 1966 : Ergebnisse der österreichischen Neukaledonien-Expedition 1965. Pseudoscorpionidea. Annalen des Naturhistorischen Museums in Wien, vol. 69, p. 363-371.